# Grazia Maria Pinto
Grazia Maria Pinto (Catania, 22 aprile 1988) è una modella italiana, incoronata Miss Universo Italia 2012 il 31 agosto 2012 presso il Rainbow MagicLand Theme Park di Roma. Vincendo il titolo, Grazia Maria Pinto ha guadagnato il diritto di rappresentare l'Italia al concorso di bellezza internazionale Miss Universo 2012.
Come parte del premio vinto, la modella ha ricevuto anche un soggiorno premio a Panama, dal 5 ottobre al 22 ottobre, per frequentare la prestigiosa Katty Pulido International Academy, dove riceverà un allenamento intensivo in tutte le specialità richieste per la sua partecipazione a Miss Universo.
Il 19 dicembre 2012 ha preso parte alla finale di Miss Universo 2012, che si è tenuta presso il PH Live di Las Vegas, Nevada, non riuscendo però ad ottenere un posto in semifinale.

## Filmografia
- Tana libera tutti, regia di Vito Palmieri (2006) - cortometraggio